# Pat Egglestone
Patrick Egglestone (17 tháng 3 năm 1927 – tháng 7 năm 2015) là một cầu thủ bóng đá người Anh thi đấu ở vị trí thủ môn. He made 215 lần ra sân tại Football League thi đấu cho Bradford City, Halifax Town, Shrewsbury Town và Wrexham.

## Sự nghiệp
Sinh ra ở Penrith, Egglestone thi đấu cho Bradford City, Leeds United, Portsmouth, Halifax Town, Shrewsbury Town, Wrexham và Corby Town.
Đối với Bradford City ông có 2 lần ra sân ở Football League.